# IRCAMの関連人物一覧
IRCAMの関連人物一覧はIRCAMに関係する人物の一覧記事。

## 歴代所長
- 1977-1992 : ピエール・ブーレーズ
- 1992-2002 : ロラン・ベイル
- 2002-2006 : ベルナール・スティグレール
- 2006-　　　: フランク・マドレーネ

## 作曲研究課程教授
- 1991-1997 : トリスタン・ミュライユ
- 1997-2001 : フィリップ・ユレル
- 2001-2006 : フィリップ・ルルー
- 2006-2011 : ヤン・マレシュ
- 2011-2013 : マウロ・ランツァ
- 2013-2017 : エクトル・パラ
- 2017-         : ティエリー・ドゥ・メイ

## 主な研究者
- マックス・マシューズ
- ジャン＝クロード・リセ
- 角野隼斗[1]（約半年）
- コート・リッピ
- アンドリュー・ゲルゾー
- ジェラール・アサヤグ

## 主なレジデント・アーティスト
- トリスタン・ミュライユ
- ジェラール・グリゼイ
- フィリップ・マヌリ
- ヨーク・ヘラー
- ジョナサン・ハーヴェイ
- カイヤ・サーリアホ
- マグヌス・リンドベルイ

## 主な作曲研究課程修了者
- ステファーノ・ジェルヴァゾーニ
- イザベル・ムンドリー
- ファウスト・ロミテッリ
- ジョシュア・ファインバーグ
- マーク＝アンドレ・ダルバヴィ
- 望月京
- ブルーノ・マントヴァーニ
- 後藤英